# Škoda Sagitta
Der Škoda Sagitta war ein Kleinwagen-Prototyp des tschechoslowakischen Herstellers Škoda. Die in Holz-Stahl-Mischkonstruktion gefertigte Karosserie ähnelte der des Škoda Popular. Das Fahrzeug wurde 1937 hergestellt. Es kam nie zu einer Serienfertigung.

## Motor
Der luftgekühlte, seitengesteuerte Zweizylinder-Viertakt-V-Motor hatte einen Hubraum von 845 cm³ und eine Leistung von 15 PS (11 kW). Über die Kardanwelle und das an die Hinterachse angeflanschte Getriebe (Transaxle-Bauweise) wurde die Antriebskraft an die Hinterräder weitergeleitet. Das 580 kg schwere Fahrzeug erreichte eine Höchstgeschwindigkeit von 70 km/h. Der vorne und hinten gegabelte Zentralrohrrahmen des Wagens bestand aus gepressten Stahlprofilen.

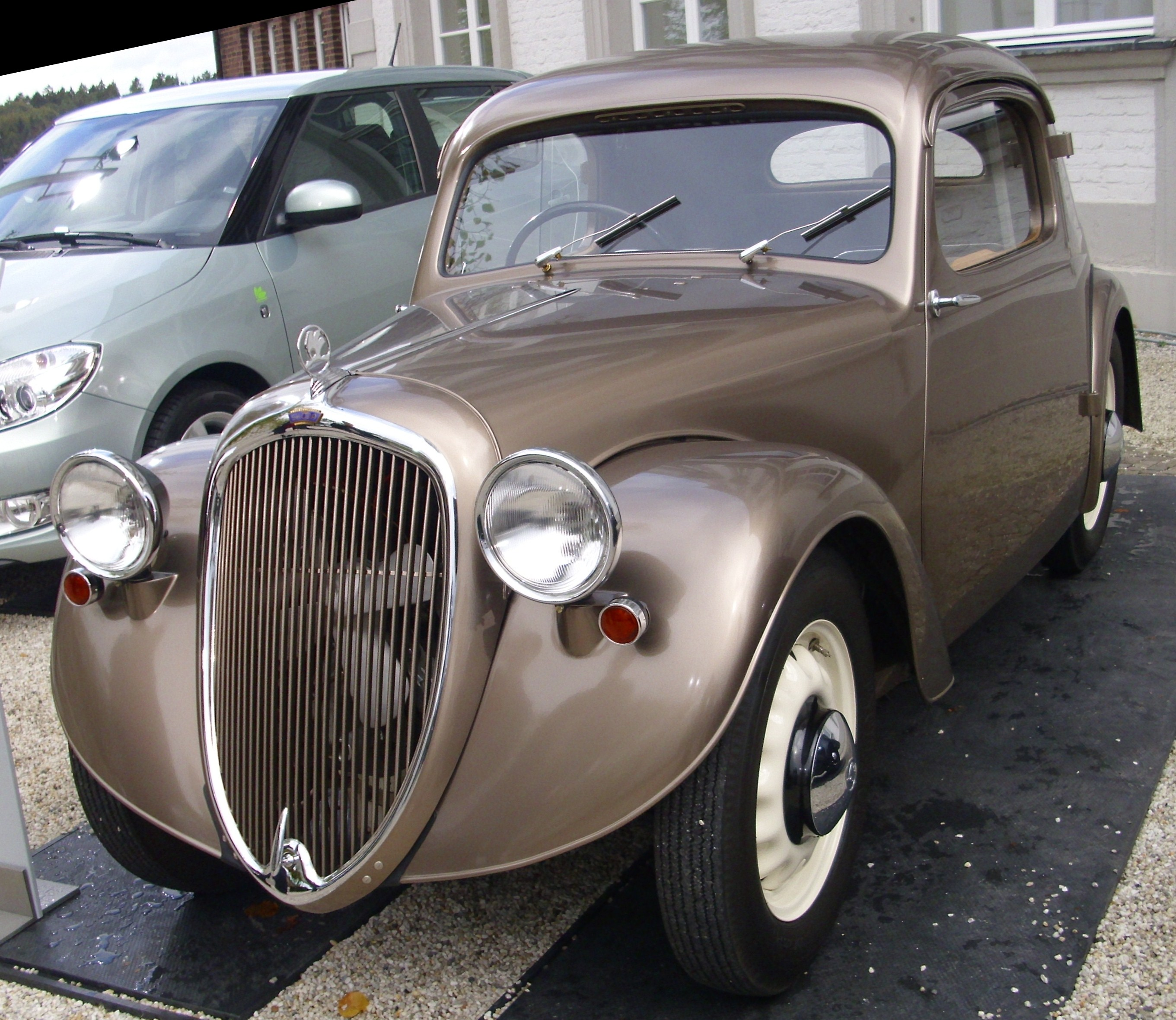
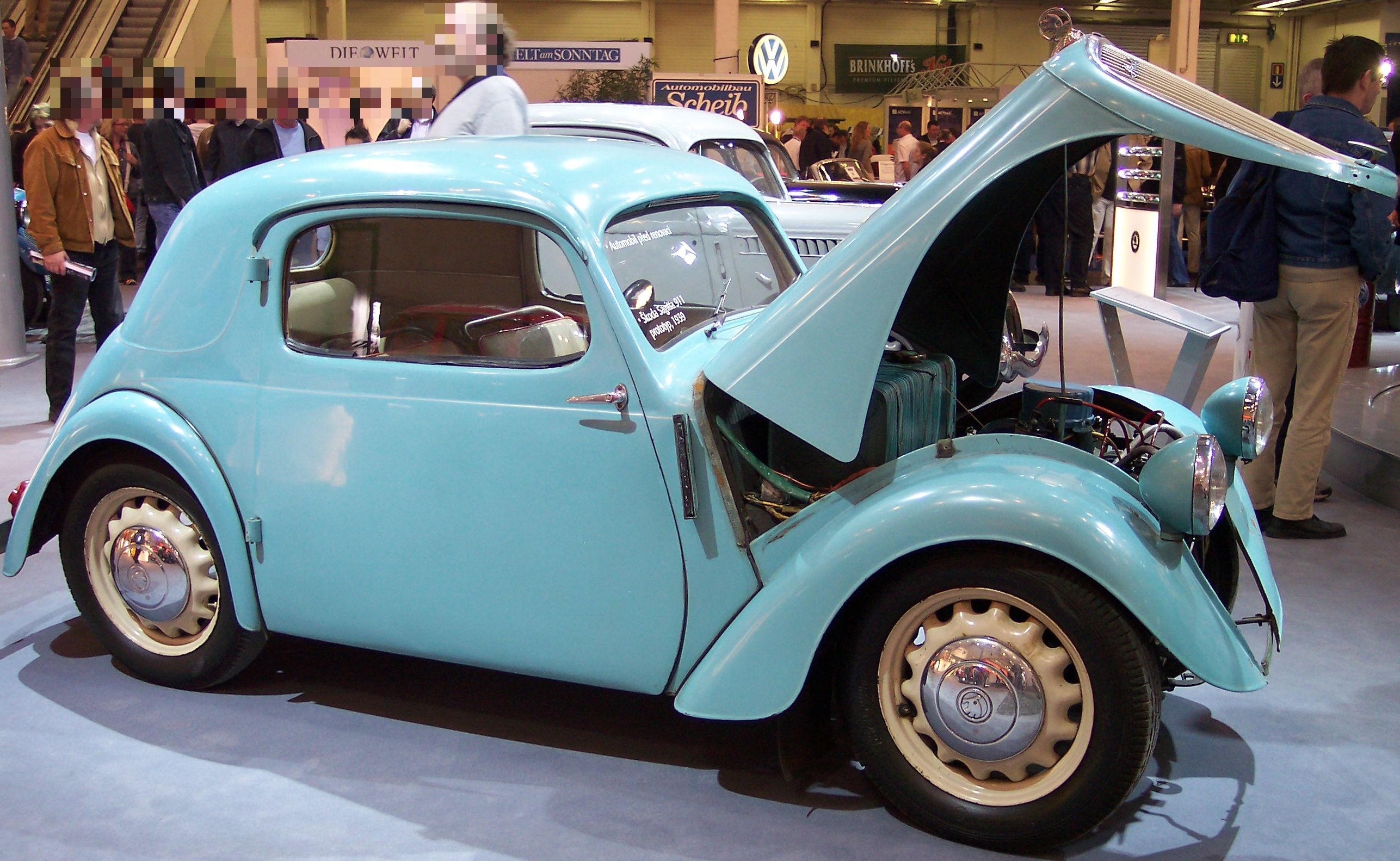
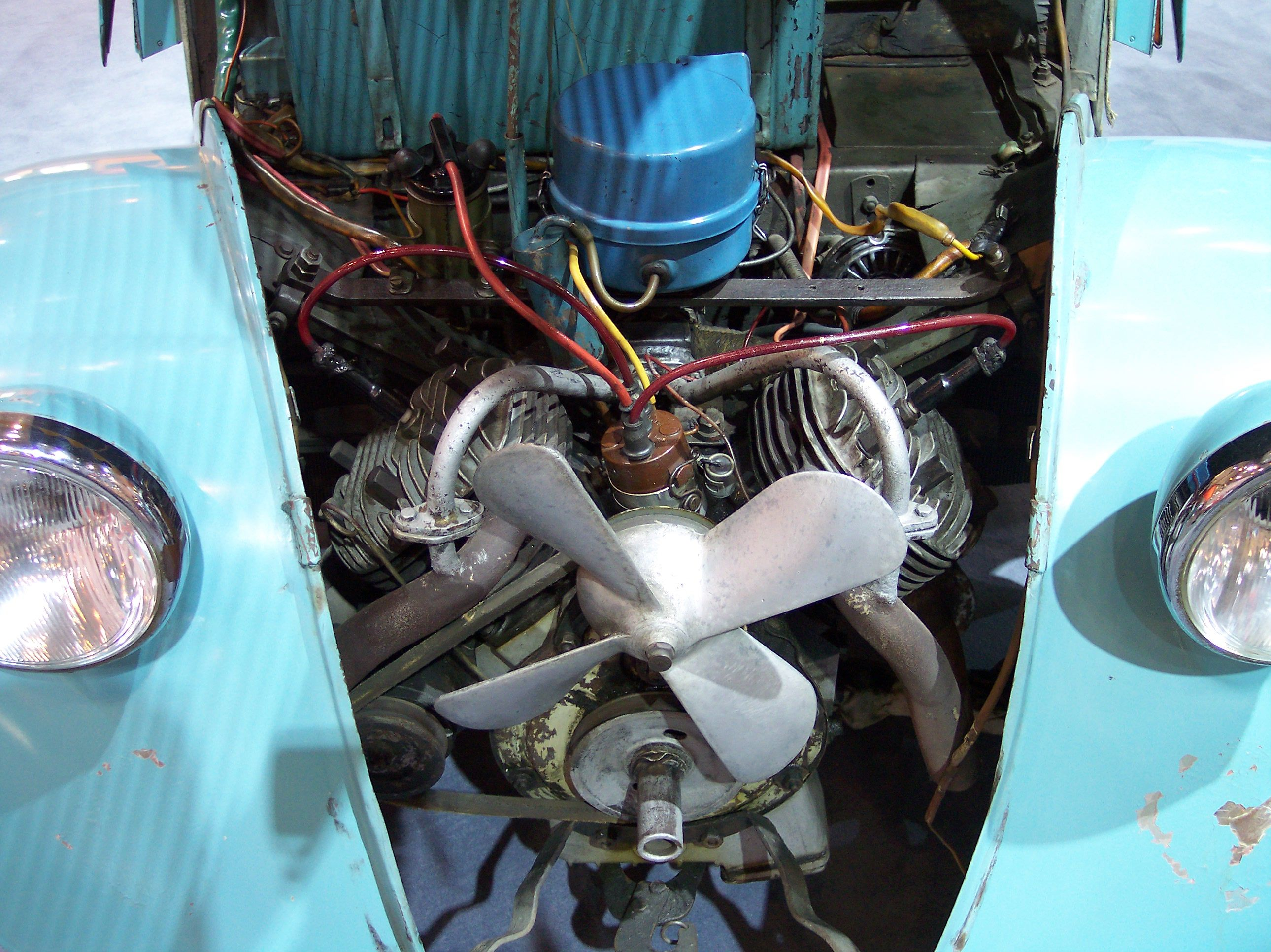
Motor